# Ентальпія атомізації
Ентальпія атомізації — зміна ентальпії при перетворенні одного моля сполуки в атоми в газовому стані. Всі зв'язки в хімічній сполуці рвуться при атомізації і жоден не утворюється, тому її величина завжди додатна.